# 共同募金

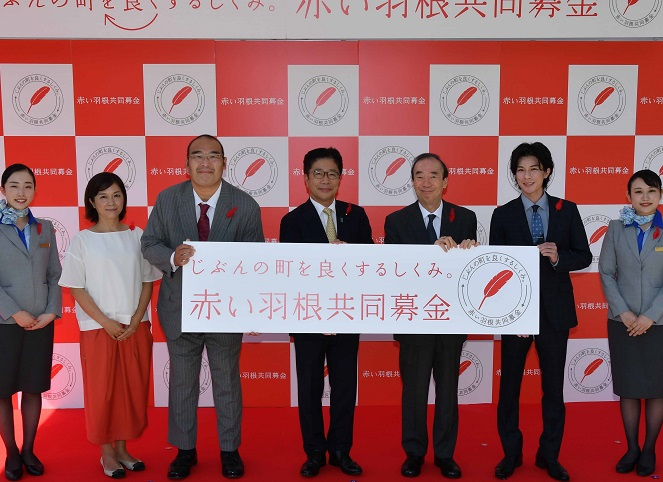
令和4年度（第76回）赤い羽根共同募金運動のキックオフイベント

共同募金（きょうどうぼきん）は日本の募金活動の一形態。毎年一定期間に寄付金を集め、民間が行う社会福祉事業などに配分する。各都道府県の共同募金会が運営し、その連合体である社会福祉法人中央共同募金会でも、全国や複数の都道府県で活用される寄付金の受け入れなどを行っている。社会福祉法に定めがある。
赤い羽根がシンボルの募金であり、募金した者に赤い羽根やそれを描いたステッカーを贈ることから、一般に「赤い羽根共同募金」「赤い羽根募金」と呼ばれる。この記事では中央共同募金会などが行う共同募金以外の活動も解説する。

## 概要

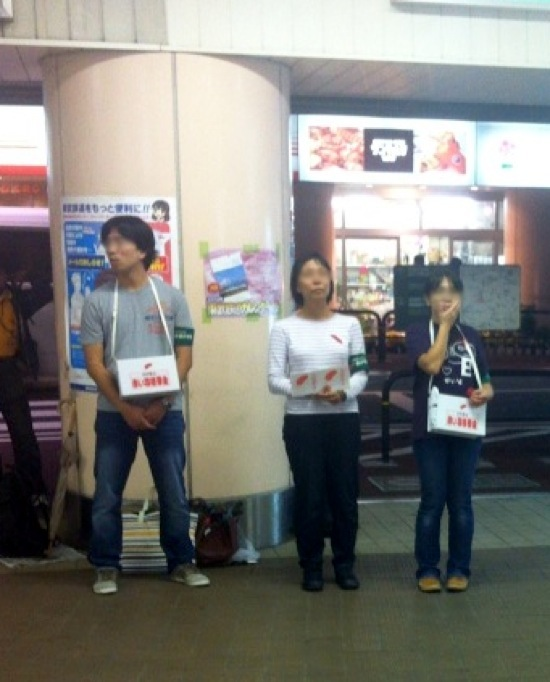
赤い羽根共同募金。駅の前

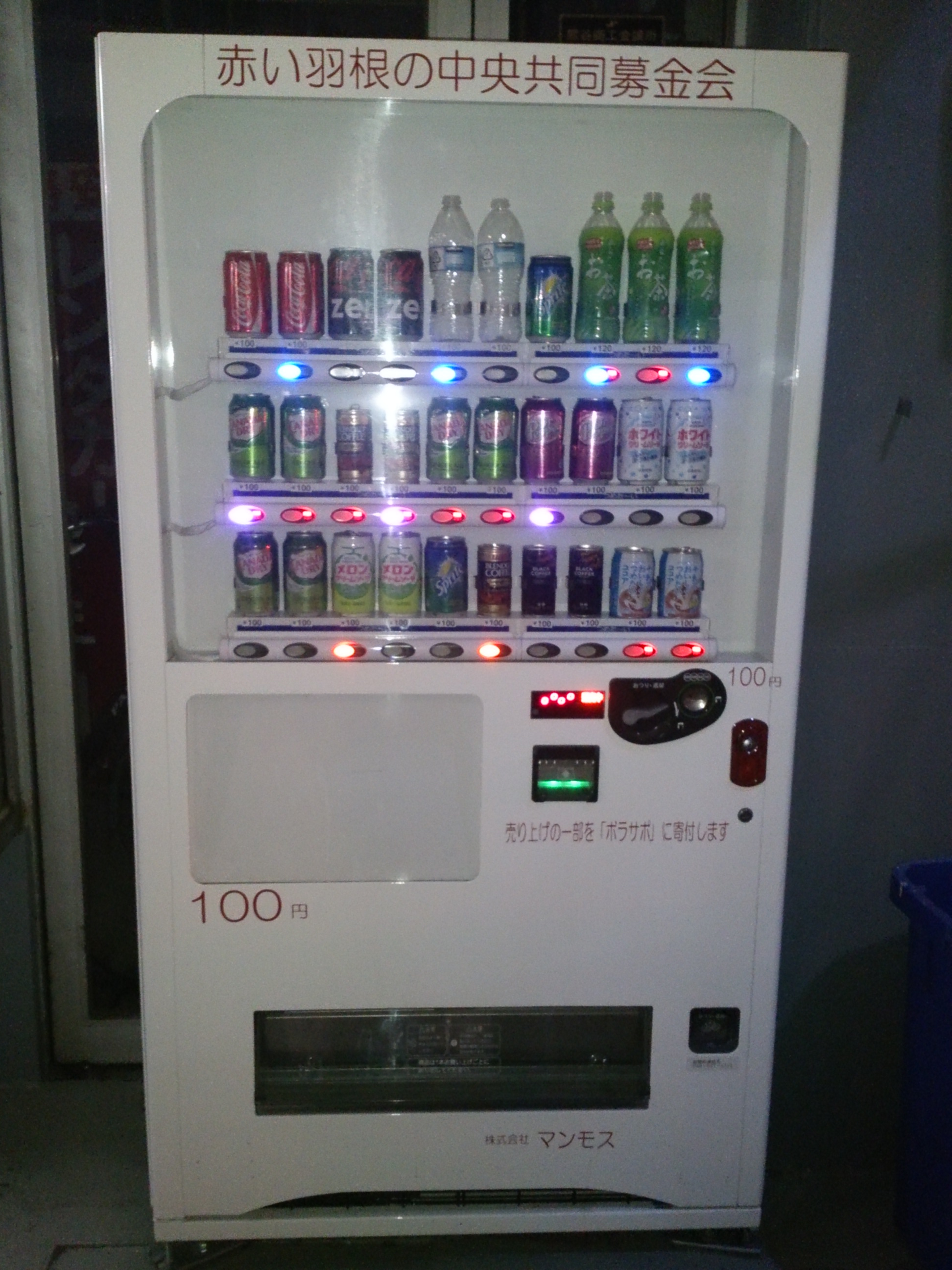
自動販売機

日本の民間社会福祉施設の活動を支援するため、1947年（昭和22年）に始まった募金運動である。こうした施設は第2次世界大戦で打撃を受け、日本国憲法第89条の規定で民間の慈善活動には公金を充てられなくなったことから、米国で当時行われていたコミュニティ・チェスト（英 Community_Chest）を参考に民間資金を募金によって集める仕組みが構築された。
福祉活動を行う団体が自分たちで募金を集めるのではなく、第三者の共同募金会が募金活動をして区域内の施設や団体に配分する「第三者募金」であり、 区域内で助成要望を受け付け、その要望額をもとに助成計画を作って募金活動を実施する「計画募金」の仕組みになっている。各施設・団体が個別に寄付金を募集しようとすると、煩雑になり、住民に知られていない規模の小さな施設が不利になることから、資金調達を共同募金会に任せて活動に専念できるようにする仕組みがつくられた。そのため、社会福祉法第122条で「共同募金の配分を受けた者は、その配分を受けた後1年間は、その事業の経営に必要な資金を得るために寄附金を募集してはならない」と定められている。共同募金会は同第113条1項で第1種社会福祉事業に指定されている。
例年10月1日 - 翌年3月31日の間（毎年の厚生労働省告示で規定され、都道府県により期間が前後する場合がある）、主に各市町村の共同募金委員会（支会・分会）を経由して自治会や学校、企業で寄付を募る。共同募金は都道府県ごとに行われ、都道府県を単位に社会福祉法人である共同募金会が組織されている。社会福祉法人中央共同募金会は、共同募金運動の全国的な企画や啓発宣伝、複数の都道府県で活用される寄付金の受け入れや、都道府県共同募金会の支援をしている。
従来の「赤い羽根共同募金」では配分先対象外の活動を助成するために、中央共同募金会の「赤い羽根福祉基金」がある。募金期間が法律で限定される「共同募金」とは異なり、企業・団体・個人に寄付金を募っている。

### 「赤い羽根」
日本では、1947年の発足時に寄附者に対し赤いブリキバッジを配布していたが男性には不評であった。アメリカ合衆国で水鳥の羽を赤く染めたものを配布していたことから、翌1948年の第2回の運動から「赤い羽根」を使用するようになった。
1951年（昭和26年）10月10日、昭和天皇が東京都と千葉県の社会事業施設を視察。その際、胸に赤い羽根をつけたことから認知度が高まるきっかけの一つとなった。
2019年12月27日放送の『チコちゃんに叱られる!』によると、アメリカで赤い羽根が配布されたのは、勇気の印として、ロビン・フッドあるいはアメリカ先住民の戦いの勝者にのみ赤い羽根を着ける権利が許された故事からだという。原料は中国産ブロイラーだが、2019年に調達困難となって以後は赤い羽根を描いたステッカーが主流になっている。

### 税制優遇・「指定寄付金」指定
共同募金は「公益性、緊急性が高い寄付金」だとして、財務大臣から法人が寄付した場合に寄付金を「全額損金算入」することができる「指定寄付金」に指定されている。個人が寄付した場合も、所得控除または税額控除が適用される。

## 計画募金
上記のように区域内の施設や団体の活動に必要な資金集めを第三者である共同募金会が担うものであり、地域ごとの福祉課題解決に必要な金額を事前に定めてから寄付を募る「計画募金」という方法をとっている。集まった募金の約7割が募金が行われた地域で使われ、残りの3割は市区町村を越えた広域での活動や災害時の備えのため、都道府県の範囲で使われている。
「計画募金」とは、各地域の社会福祉協議会や福祉団体、ボランティア等からの福祉活動実施のための助成要望を基に助成計画を立案し、その計画に基づいた「目標額」を定めてから、寄付を募る方法である。
地域によって福祉活動に必要な金額が異なるため、募金の際に提示される一世帯あたりの「目標額」（募金目安額・募金期待額）は地域によってばらつきがある。

## 事業内容・助成事業と対象

### 赤い羽根共同募金
10月1日〜3月31日の間に寄せられた赤い羽根共同募金は、翌年度の末日までに都道府県内の地域福祉団体などに配分される。高齢者や障害者等を対象として行う食事や入浴サービス事業、住民全般を対象として行う各種福祉研修・講座開催事業、機材整備資金など、地域福祉の推進に関連する様々な事業が対象となり、使途を明確にして配分される。

### 地域歳末たすけあい運動（歳末たすけあい募金）
赤い羽根共同募金の期間のうち、毎年12月1日～12月31日の年末1か月間に行われる。令和4年度の目標募金集金額は41億5,361万6,608円。

### NHK歳末たすけあい
日本放送協会（NHK）が1951年（昭和26年）から実施している運動で、中央共同募金会、NHK、NHK厚生文化事業団の共催で毎年12月1日〜12月25日に行われる。51年の開始当初は「みんなで明るいお正月を」をキャッチフレーズに、戦災者や引揚者など不遇の生活を送る者に餅代を贈り、子どもたちにお年玉を贈ることを趣旨とした。その後は国内の生活困難者、身体・知的障がい者、支援を必要とする高齢者等を対象とする活動の支援に充てている。NHK、NHK厚生文化事業団と日本赤十字社による「海外たすけあい」も同じ期間に行われる。

### 災害等準備金
共同募金のうち、被災地でのボランティア活動を支援するため、毎年3%を災害等準備金として積み立てている。共同募金は都道府県内で配分するのが原則だが、大規模災害時は都道府県を超えて全国の共同募金会が災害等準備金を拠出し、被災地を支援する。

## 共同募金以外の事業

### 赤い羽根福祉基金
中央共同募金会は「赤い羽根共同募金」運動開始から70年経った2016年度から、上記の「赤い羽根共同募金」では助成対象外となっている事業や民間団体を助成するため、「赤い羽根福祉基金」を新たに創設した。
「生きづらさを抱える若者の未来創出活動応援助成」と「一般助成」の2つがあり、1活動（事業）につき前者は500万円で後者は1000万円となっている。対象外として、「特定の宗教や政治思想を広めることを目的とする団体でないこと」、「反社会的勢力および反社会的勢力と密接な関わりがある団体でないこと」と規定されている。会が独自に企業・団体・個人から寄付募集を実施している基金であり、「赤い羽根共同募金」による助成ではない。

### 盛和塾 社会人定着応援プログラム
2019年末に解散した「盛和塾（京セラ株式 会社創業者 故稲盛和夫主宰の私塾）」からの中央共同募金会への寄付を財源として、 2018年度より児童養護施設退所者への支援目的とした「盛和塾 社会人定着応援プログラム」が創設された。一年ごとの一人当たりの助成上限額30万円、施設・機関あたりの助成上限額は150万円 となっている。

### 赤い羽根 新型コロナ感染下の福祉活動応援全国キャンペーン助成プログラム
コロナ禍に対応するため「赤い羽根 福祉活動応援全国キャンペーン助成プログラム」が行われた。「フードバンク活動等応援助成」「居場所を失った人への緊急活動応援助成」「Withコロナ草の根活動応援助成」「外国にルーツがある人々への支援活動応援助成」が実施され、終了した。

### 被災地助成のプログラム
その他の中央共同募金会による助成事業には「熊本地震住民支え合い」、「東日本大震災　ボラサポ2」がある。

## 広報
共同募金では、中央共同募金会が全国的な広報を行い、各都道府県、市区町村でもそれぞれの広報活動が行われる。例年は10月1日の募金活動開始日に浅草寺でキックオフイベントが開催され、大相撲力士、NHK大河ドラマ出演者、厚生労働大臣らが出席する。同日はANAグループによる「赤い羽根　空の第一便」もあり、厚生労働大臣と中央共同募金会会長のメッセージと赤い羽根が1番機で運ばれ、就航地などで現地の知事や市町村長、共同募金会長らに伝達される。
共同募金の活動主体である各都道府県の共同募金会ごとの広報活動もあり、地元のプロ野球チームの選手がポスターに起用される例などがある。

### 全国マスコット
1991年より使用されているマスコットキャラクターの「愛ちゃんと希望くん」は漫画家の樫本学ヴがデザインを務めている（元々は公募によるデザインを同じく漫画家の藤子不二雄Ⓐがキャラクター化したもの）。

### 全国ポスターモデル
1977年からポスターモデルを採用した。
- 1977年 草刈正雄[32]
- 1978年 ピンクレディー[32]
- 1979年 竹下景子[32]
- 1980年 北の湖[33]
- 1981年 金沢明子[33]
- 1982年 伊藤つかさ[33]
- 1983年 堀ちえみ[33]
- 1984年 大原麗子[33]
- 1985 - 1997年 ポスターモデル無し[33][34]。
- 1998 - 2000年 俵万智[34]
- 2001年 成田真由美[35]
- 2002年 柊瑠美[35]
- 2003年 宮地真緒[35]
- 2004 - 2006年 石原さとみ[35]
- 2007年 石橋杏奈[36]
- 2008 - 2009年 ポスターモデル無し[35]
- 2010 - 2018年 ポスターモデル無し[37]。
- 2019 - 2021年 桜井日奈子[37][38]
- 2022 - 2024年 ポスターモデル無し[38]。

### キャラクターとの地域限定コラボ
- 2011年- 2022年 初音ミク（【支えあうココロ、未来へ。】プロジェクト[39]）※2011年11月（2012年度）に北海道共同募金会および札幌市共同募金会担当地域から始まり[40]、以降に他の都府県へ拡大しているものの地域限定。2016年度時点で全国44都道府県[40][41][42]。

### 募金箱でのキャラクターとのコラボ
- 昭和61年（1986年）度以降から共同募金活動の一環として、ドラえもんとの募金箱コラボを実施している[43]。

### JR貨物のラッピング機関車
- 2021年度から、日本貨物鉄道（JR貨物）グループの社員がアイデアの実現に挑戦する「C＆C活動」の一環で、赤い羽根共同募金のラッピング機関車を走らせている。

### イメージソングを歌った主な歌手
- 荻野目洋子「セシルは年頃」（1985年、『貝殻テラス』に収録）
- 葛城ユキ「RHAPSODY」（1986年、『夢に吹かれて』に収録）
- 村下孝蔵「風のたより」（1988年）
- THE BOOM「星のラブレター」（1989年）
- 和田アキ子「愛、とどきますか」（1992年）
- Le Couple「逢えてよかった」（1998年）
- 岡本真夜「魔法のリングにkissをして」（1999年、『魔法のリングにkissをして』に収録）
- 諫山実生「Eternal Love」（2002年）
- KUMACHI「キミノアシタ」（2003年、『Good Bye! High School Days』に収録）
- 島谷ひとみ「綺羅星」（2004年、『追憶+LOVE LETTER』に収録）
- KOKIA「幸せの花束」（2005年、『time to say goodbye』に収録）
- 矢井田瞳「やさしい手」（2006年、『IT'S A NEW DAY』に収録）
- 矢井田瞳「靴音」（2007年、『colorhythm』に収録）

2010年からは近野陽瀬の「ココロの羽根」が使用され続けている。

## 運営

### 各都道府県共同募金会の組織
共同募金運動は都道府県ごとの共同募金会によって進められており、その役員は各都道府県の各界を代表する役員で構成されている。47都道府県のうち、東京都共同募金会を例にすると、募金協力団体、経済界、労働団体、学識経験者、教育関係などの代表が役員を務める。
共同募金会には、共同募金事業の公正性を担保するため、助成先を決定する「配分委員会」が市民参加により設けられている。社会福祉法117条第2項で「共同募金会は、寄附金の配分を行うに当たつては、配分委員会の承認を得なければならない」、同119条で「共同募金会は、共同募金を行うには、あらかじめ、都道府県社会福祉協議会の意見を聴き、及び配分委員会の承認を得て、共同募金の目標額、受配者の範囲及び配分の方法を定め、これを公告しなければならない」などと定められており、共同募金会がその年の募金目標額や配分計画を策定し、集められた寄附金の配分する際は、配分委員会の承認を得なければならない。

### 市区町村共同募金委員会
市区町村の区域ごとに、共同募金会の内部組織である「共同募金委員会」が置かれる。支会や分会などとも呼ばれ、東京都の場合は地区協力会としている。募金や広報、地域の助成審査等の活動を区域ごとに実施している、助成先の審査のため、「助成審査委員会」を置く。

### 中央共同募金会の組織
1952年5月に設立され、近年は元慶應義塾長の清家篤、元厚生労働事務次官の村木厚子らが会長を務める。
理事は17名構成され、「都道府県共同募金会」と「学識経験者」の2つの枠から選出されている。評議員は定数56名で「都道府県共同募金委員会を代表する者」41名、「市町村共同募金委員会を代表する者」6名、「学識経験者」8名である。
「赤い羽根共同募金」以外は中央共同募金会が選出した5-6名で構成された「各審査委員会」が配分先を決める。各審査委員会は事業の運営主体である「社会福祉法人中央共同募金会」内部の者、大学教員、NPOや社会福祉法人や一般社団法人などで構成されている。5-6名で構成される別の審査委員会に同じ人物がいることもあるものの、下記以外にも「審査委員会」があり、事業ごと存在する。

## 批判
社会福祉法116条では「共同募金は、寄附者の自発的な協力を基礎とするものでなければならない」と定められ、共同募金会も「寄付する人も募る人もボランティア」とするビジョンを掲げているように共同募金の募金活動や寄付は自発的なものであるべきとされている。一方、戦後の共同募金は「国民たすけあい運動」として始まり、戦前戦中の、富豪による一方的な「富める者から貧しい者への施し」というのを脱して、「みんなが共に幸福になる」ことを目指して助け合いが行われることが重視されてきた。
共同募金は上記の通りその地域の福祉活動に必要な資金を把握し計画を立てた上で募集するものであり、地域で必要な募金額があらかじめ定められている。自発的な寄付でなくてはならず、なおかつ国民による助け合いであるという位置づけで必要額を集める中で、町内会や自治会を通じて寄付を集める方法が主流となり、募金する側も「自発的というより、町内会にお付き合いしている」という認識となり、「強制感が伴う」という指摘が出るようになった。募金活動を行う募金ボランティアも事実上の強制動員になっている場合がある。そのため、自治会の持ち回り班長などが、「自治会の当番」として共同募金の戸別募金に回るよう強制されてしまう。自治会の当番による戸別募金では断りにくい状況で強制感を伴う徴収となるケースが多発し、以前から自治会に集めさせる戸別募金は自発的な参加で行われるべき募金活動の精神に反するものとして問題視されてきた。
自治会長や町内会長が何故共同募金会の募金活動へ協力しないといけないのかという質問に対して、宮城県共同募金会は共同募金会側と住民側との「パイプ役」を期待して協力を頼んでいると回答している。
市区町村の事務局を通じ「一世帯○○○円を目安に」など、所得や世帯構成を考慮しない「目標額」を提示し募金を集めている事例も見られる。
自治会によっては当番を戸別募金に回らせることが困難なため、予め自治会費に共同募金などへの寄付分を上乗せしている場合がある。しかし2007年8月にはこうした自治会費への寄付分上乗せは寄付を強制するもので違法とする判決が出され、翌年確定した。自治会を通して募金活動や寄付が事実上強制されている状況に対しては、2009年春に青森市内の自治会長らの団体が「寄付集めは自治会本来の業務ではない」として自治会に各種寄付を集めさせるやり方を見直すよう求める提言をまとめるなど自治会の側からも見直しを求める動きが出てきている。強制性を弱めるために当番による戸別募金をやめて寄付したい人が役員の所に持参する方式や回覧と共に募金袋を回し寄付したい人が自ら入れる方式に改めた自治会もある。
募金総額は1995年度の約265億7,935万円がピークであった。以降から毎年前年比3-4%程度の割合で減少傾向にある。寄付金減少の原因としては半ば強制的な集金の手法に対する反感、集金した金の配分額や配分先を決めるプロセスが不透明であることが指摘されている。2019年度に赤い羽根募金が集めた寄付金総額は、173億6569万3358円である。